# Каджехоун (аэропорт)
Международный аэропорт имени Бернардена Гантена (фр. Aéroport international Cardinal Bernardin Gantin), также Аэропорт Каджехоун Котону (фр. Aéroport Cadjehoun Cotonou), (ИАТА: COO, ИКАО: DBBB) — аэропорт, расположенный в Котону, крупнейшем городе Бенина (Западная Африка).
22 мая 2008 года аэропорту было присвоено имя бенинского католического кардинала Бернардена Гантена.
В 2014 году пассажиропоток аэропорта составил 503 633 пассажира.
Так как аэропорт полностью окружен городской засторойкой, становится все труднее справляться с ростом трафика, поэтому есть планы построить еще один аэропорт за пределами города.

## Расположение
Аэропорт расположен у моря, к западу от Котону, в жилом районе Каджехоун, примерно в 5 км от центра города. Он связан с центром города проспектом Иоанна Павла II.

## Статистика
Данные из запроса в Викиданные.
| | Пассажиропоток | Изменения | Взлётов/посадок | Изменения | Грузопоток (тонн) | Изменения |
| --- | -------------- | --------- | --------------- | --------- | ----------------- | --------- |
| 2007 | 401,073        | ▲20.79%   | 9,274           | ▲13.96%   | 5,772             | ▲36.94%   |
| 2008 | 394,444        | ▼ 1.65%   | 9,915           | ▲ 6.91%   | 10,091            | ▲74.83%   |
| 2009 | 391,318        | ▼ 0.79%   | 10,209          | ▲ 2.97%   | 8,081             | ▼19.92%   |
| 2010 | 406,491        | ▲ 3.88%   | 11,604          | ▲13.66%   | 6,047             | ▼25.17%   |
| 2011 | 432,500        | ▲ 6.40%   | N.D.            | N.D.      | 6,829             | ▲12.93%   |
| 2012 | 481,389        | ▲11.30%   | N.D.            | N.D.      | 6,959             | ▲ 1.90%   |
| 2013 | 470,068        | ▼ 2.35%   | 11,876          | N.D.      | 6,506             | ▼ 6.51%   |
| 2014 | 503,633        | ▲7.14%    | 11,855          | ▼ 0.18%   | 7,995             | ▲22.89%   |
| Источник: Airports Council International. World Airport Traffic Reports (Years 2005, 2006, 2007, 2009, 2011, 2012, 2013, and 2014) |                |           |                 |           |                   |           |

## Галерея

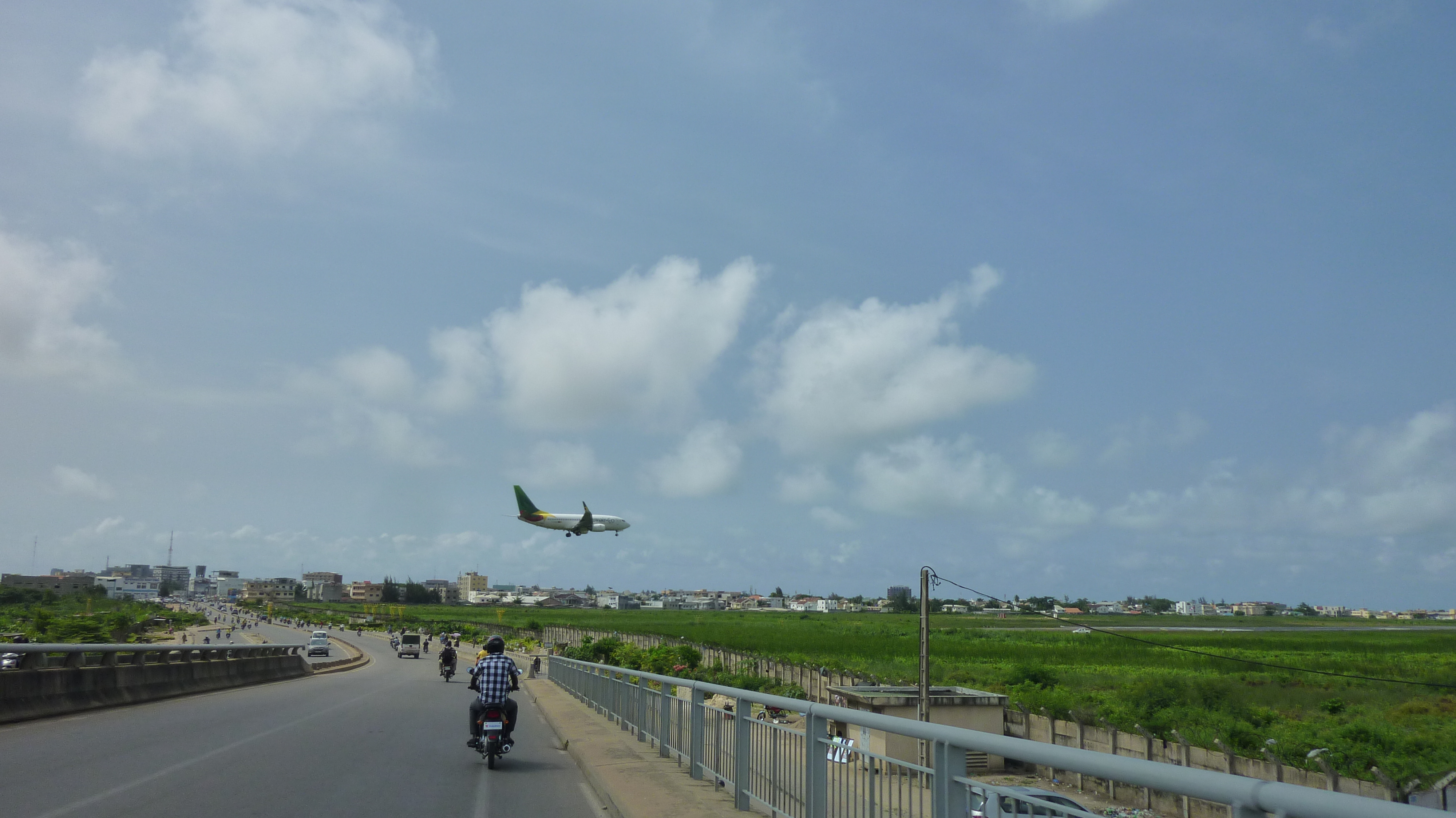
Посадка Boeing 737 в аэропорту.
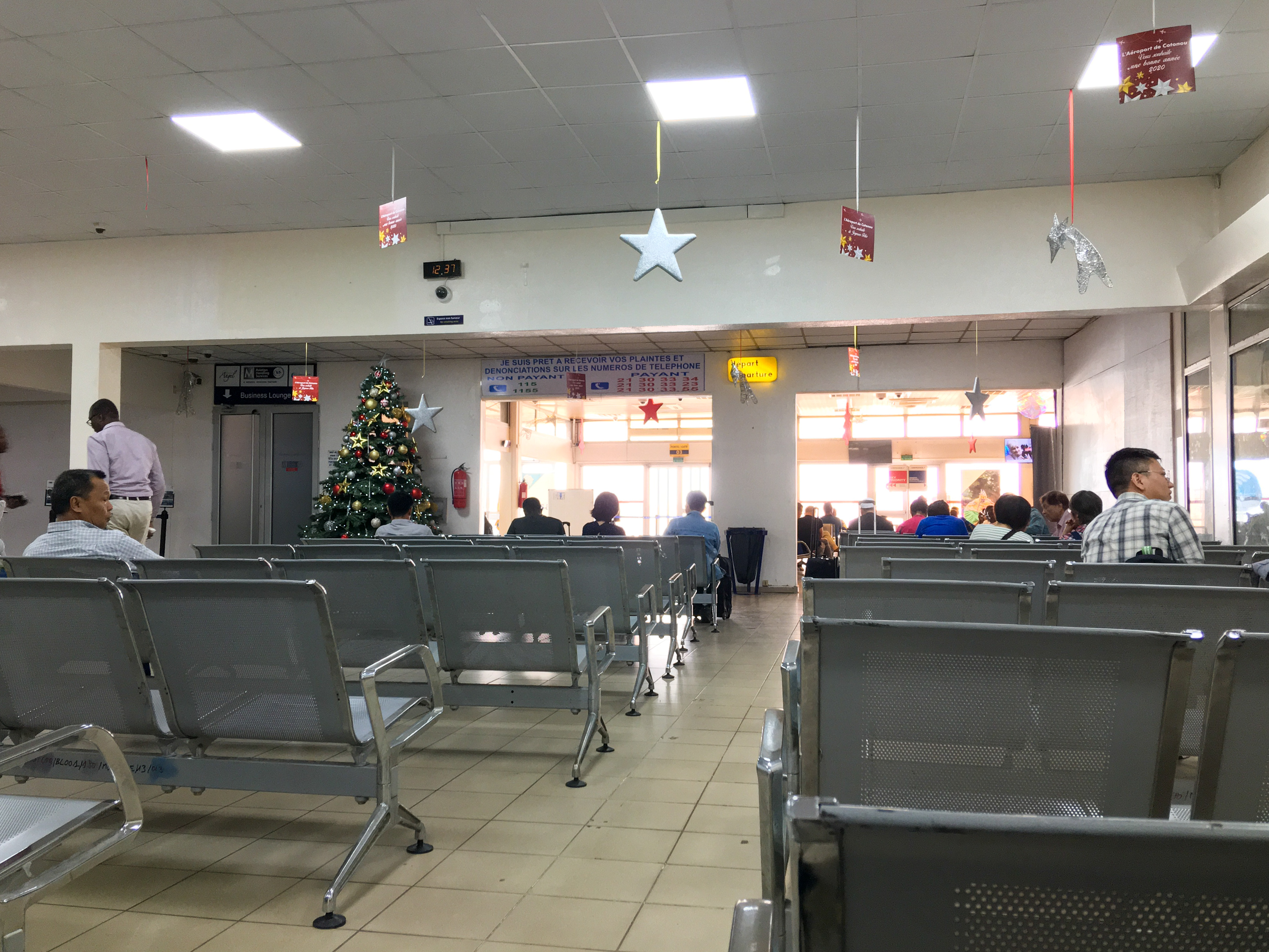
Зал ожидания.
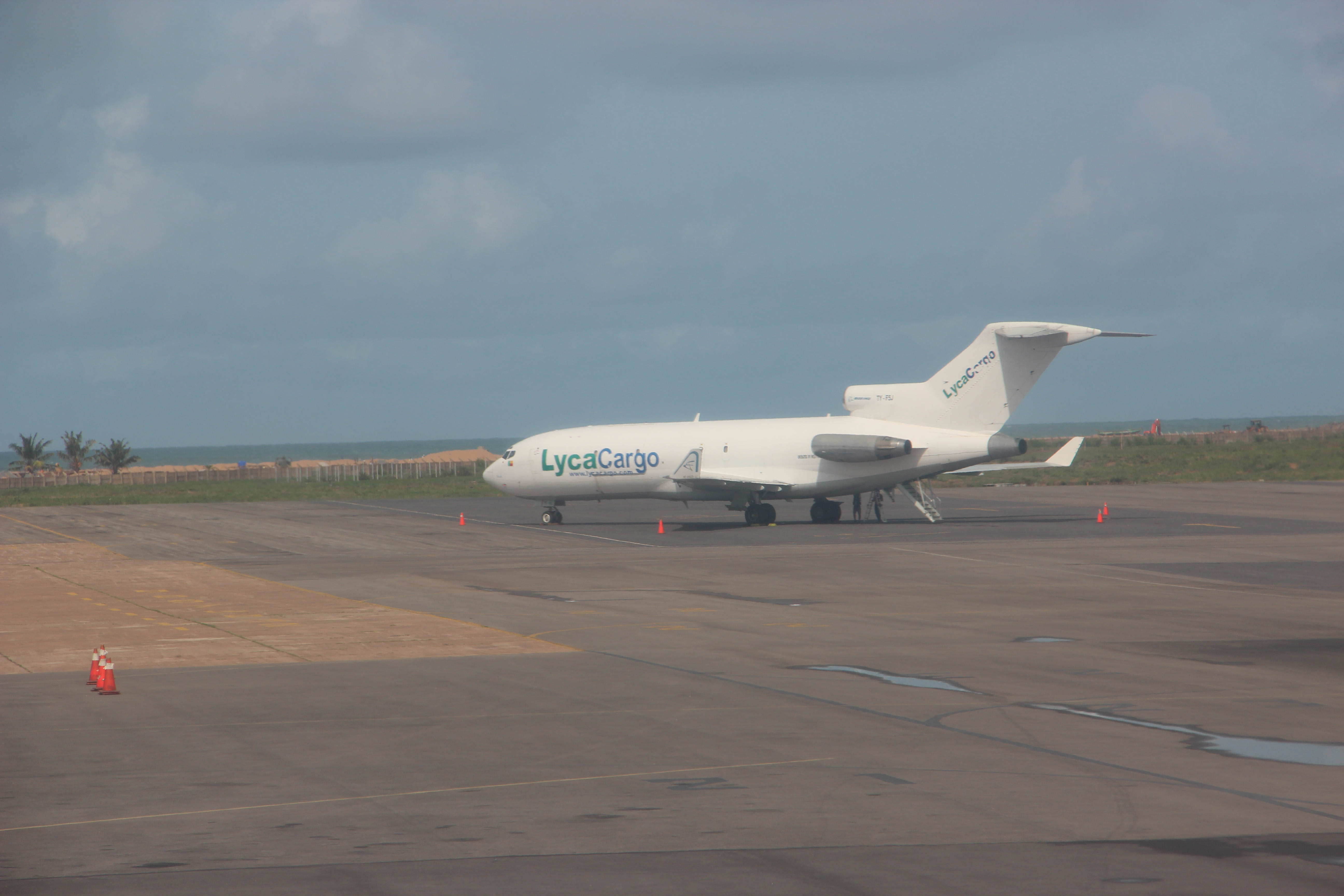
Грузовой самолет LycaCargo в аэропорту
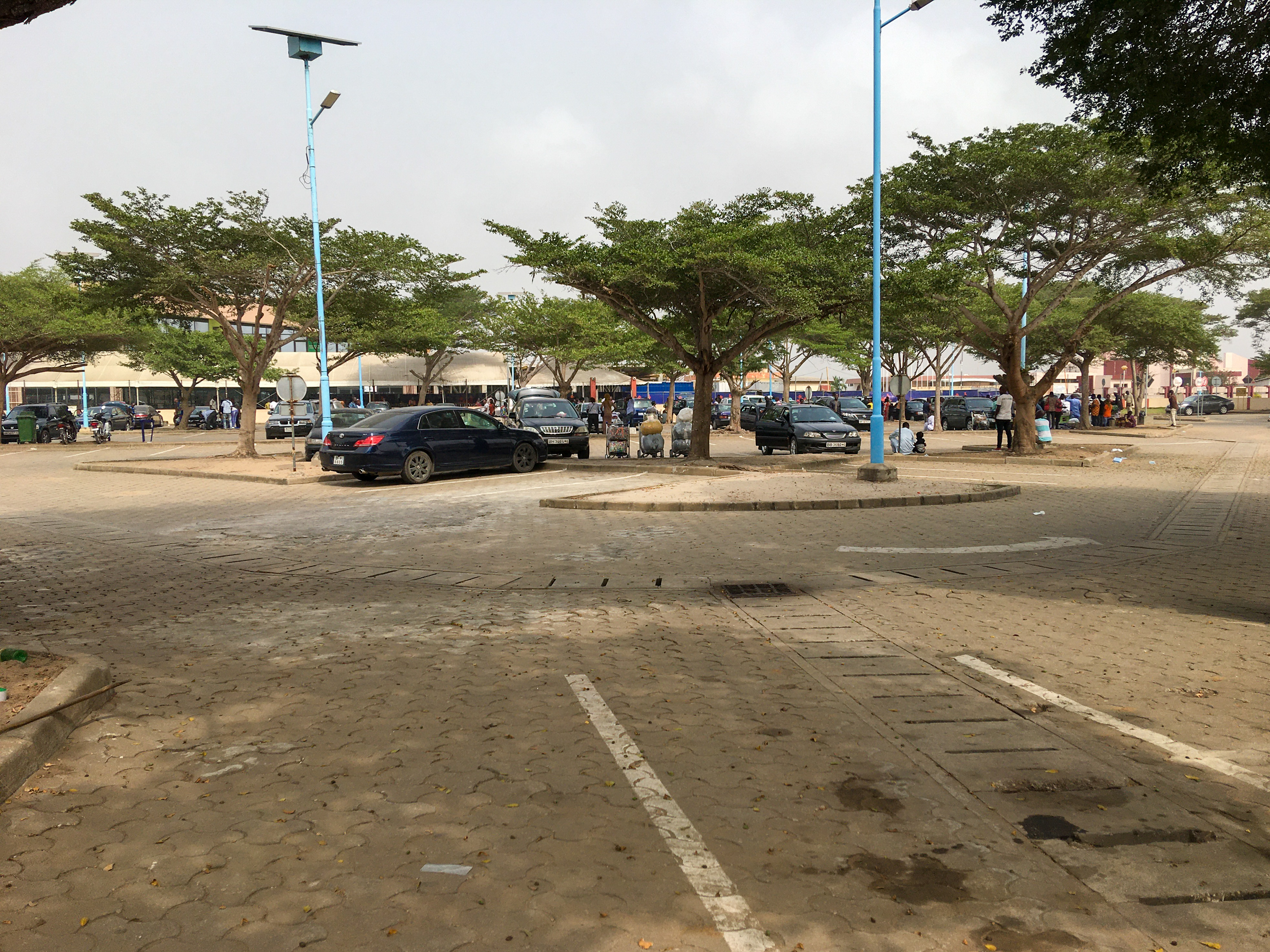
Парковка аэропорта
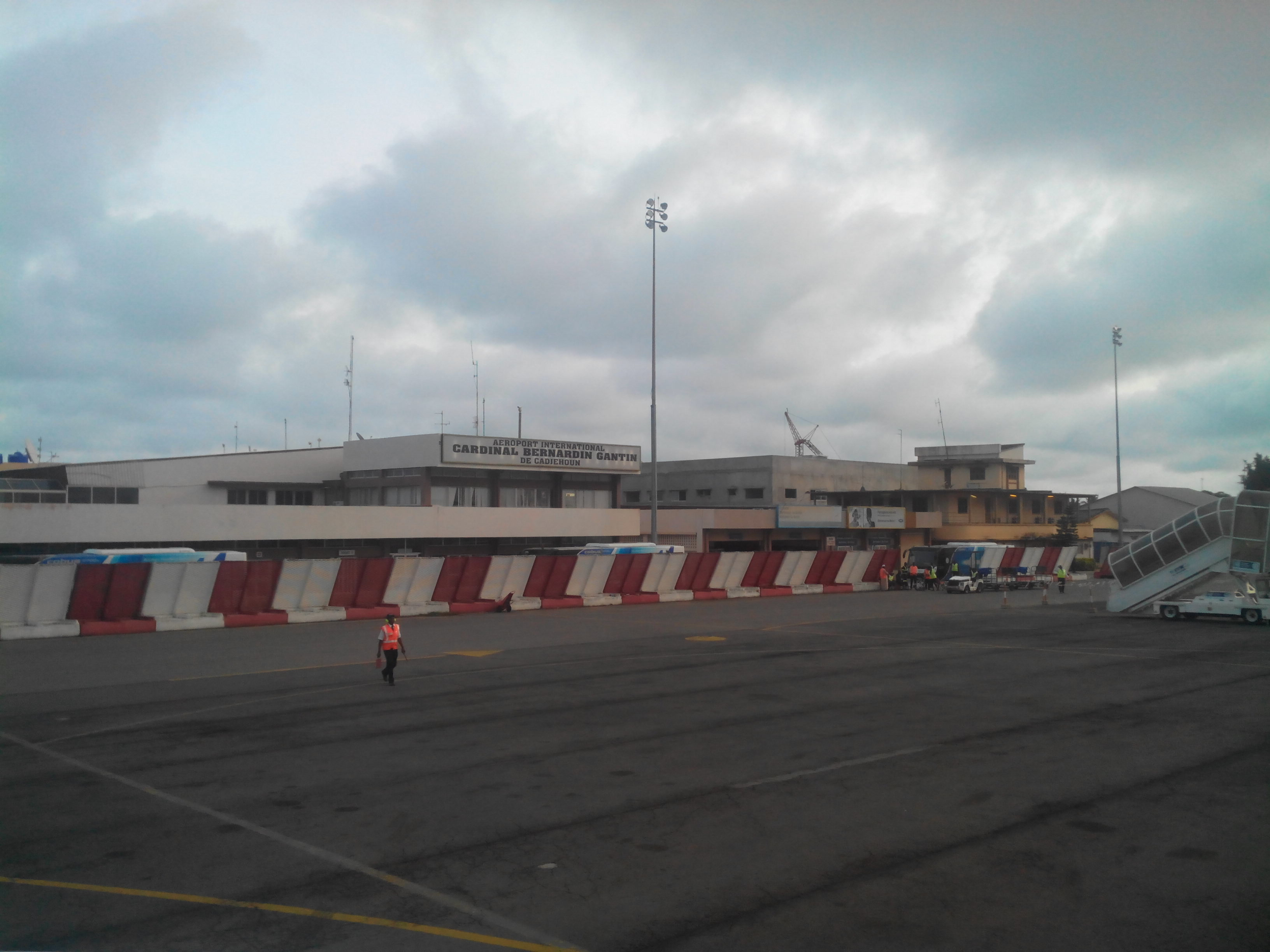
Перон аэропорта
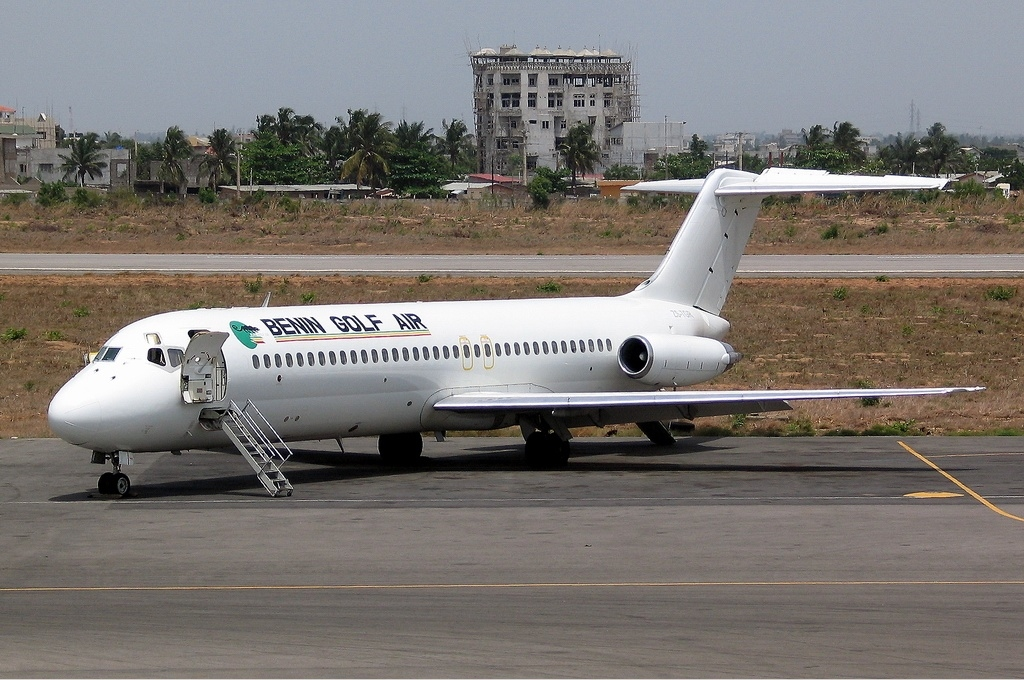
DC-9 Benin Golf Air
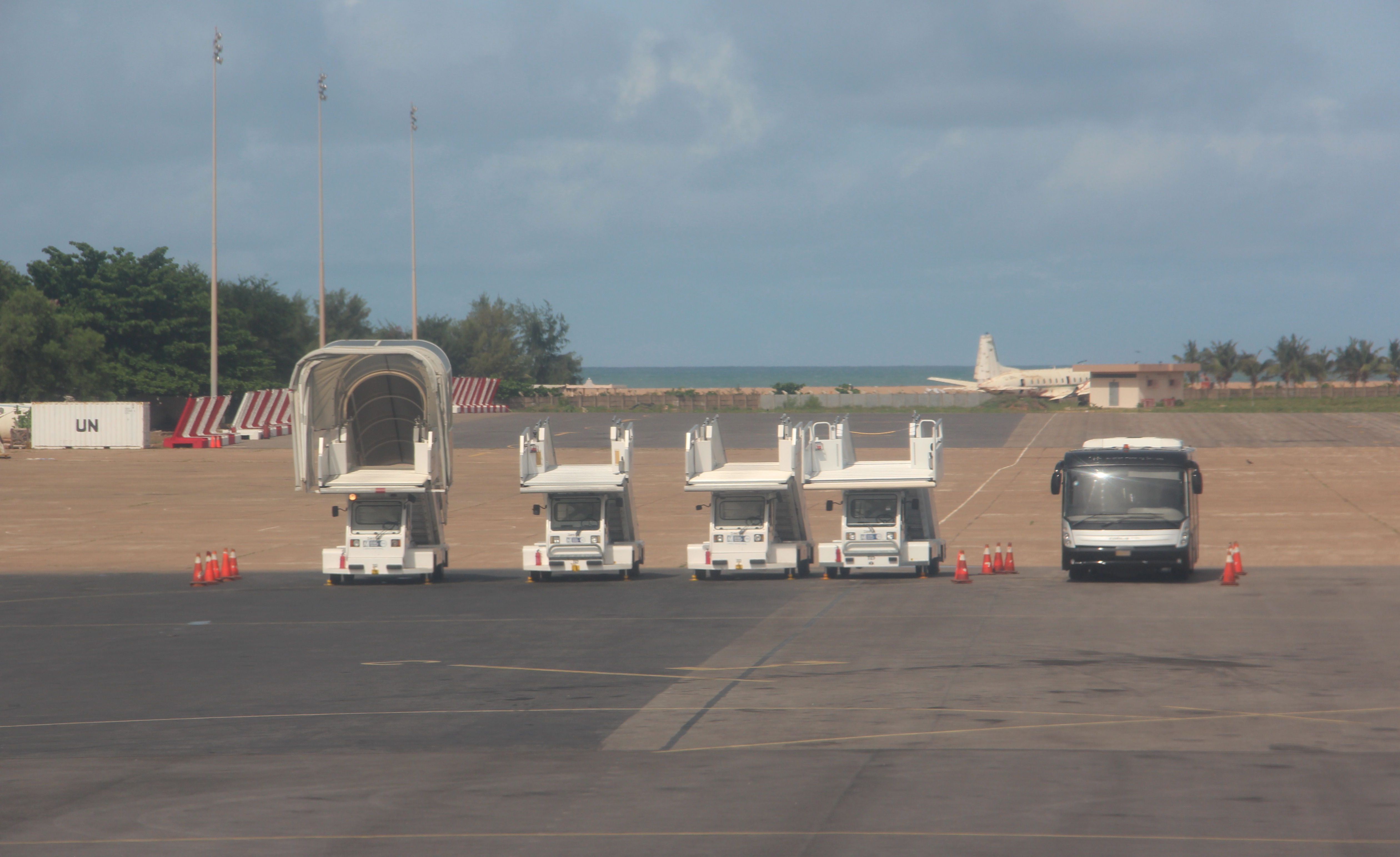
Трапы в аэропорту
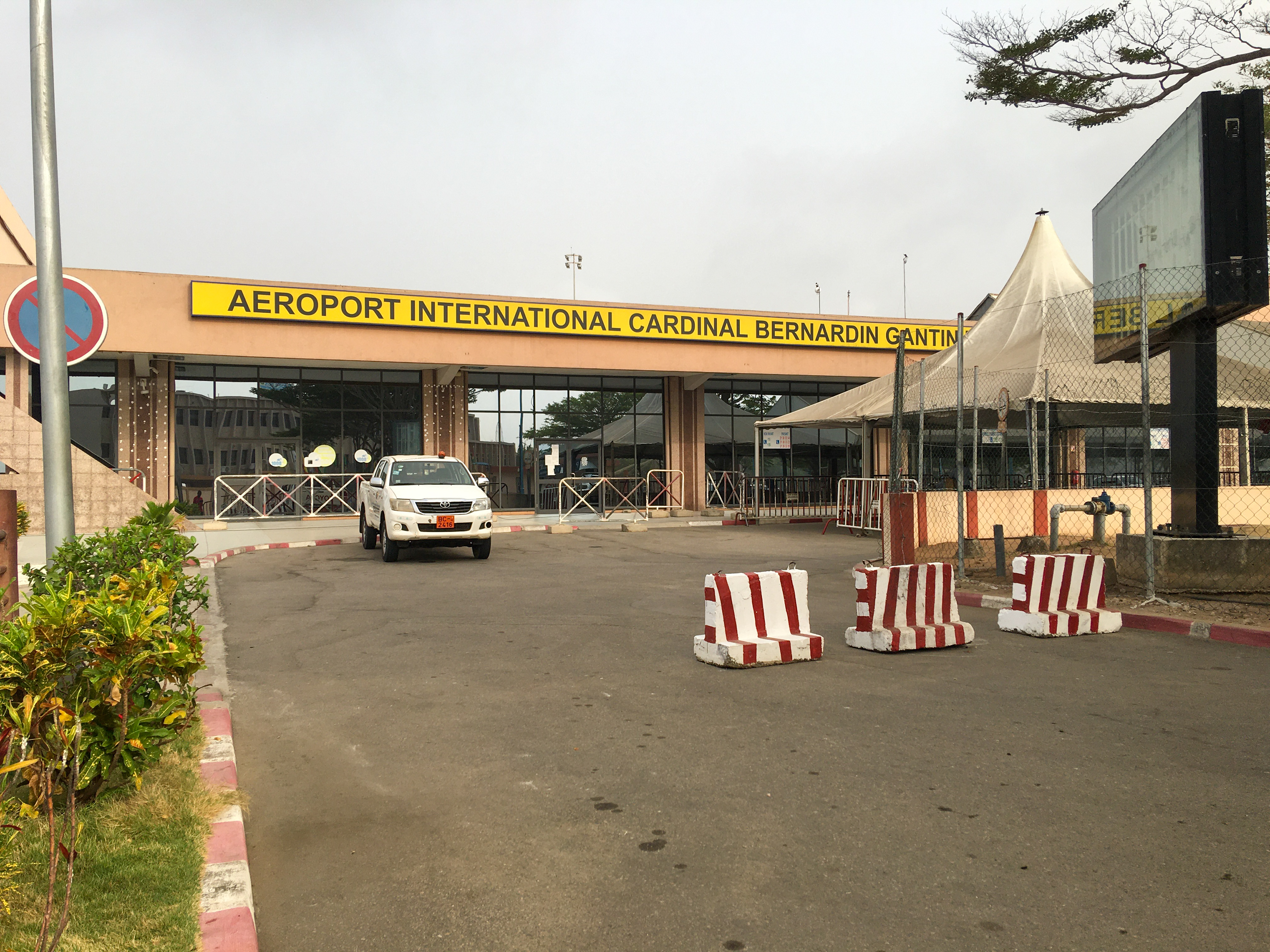
Терминал аэжропорта

## Новый аэропорт
В 1974 году было принято решение перенести операции международного аэропорта Котону в новый объект в Голо-Джигбе. Отсутствие финансирования быстро остановило проект.
Планы были возрождены в 2011 году, и президент Яйи Бони председательствовал на торжественном начале строительства нового аэропорта на средства Южной Африки. Строительство нового объекта, вновь было остановлено.
Тем временем были начаты улучшения в аэропорту Котону. 

## Авиакатастрофы и происшествия
- Катастрофа Boeing 727 в Котону: 25 декабря 2003 года самолёт авиакомпании Union des Transports Aériens de Guinée упал в залив Бенина. Погиб 141 человек на борту, большинство из них — ливанцы[23].